# Antikomutativnost
Ántikomutatívnost je v matematiki posebna lastnost nekaterih nekomutativnih matematičnih operacij. Zamenjava lege dveh argumentov antisimetrične operacije daje rezultat, ki je obraten rezultatu z nezamenjanima argumentoma. Pojem obratno (inverzno) se nanaša na strukturo grupe na kodomeni operacije, po možnosti z drugo operacijo. Odštevanje je antikomutativna dvočlena operacija, ker komutacija operandov {\displaystyle a-b\!\,} da {\displaystyle b-a=-(a-b)\!\,}. Na primer 2 − 10 = −(10 − 2) = −8.
Drug pomemben zgled antikomutativne operacije je Liejev oklepaj v Liejevi algebri. Liejeva algebra je algebra nad poljem, kjer se operacija množenja sedaj imenuje Liejev oklepaj in ima dve dodatni značilnosti: je izmenična dvočlena preslikava in zadošča Jacobijevi enakosti. Liejev oklepaj dveh vektorjev {\displaystyle x\!\,} in {\displaystyle y\!\,} se označuje kot {\displaystyle [x,y]\!\,}. Ni treba da je asociativen, kar pomeni, da je Liejeva algebra lahko neasociativna. Glede na dano asociativno algebro (kot na primer prostor kvadratnih matrik) je Liejev oklepaj lahko in je pogosto definiran prek komutatorja. Določitev {\displaystyle [x,y]=xy-yx\!\,} pravilno definira Liejev oklepaj poleg že obstoječe operacije množenja.
V matematični fiziki, kjer je simetrija osrednjega pomena, se te operacije večinoma imenujejo antisimetrične operacije in so razširjene v asociativnem okolju, da zajamejo več kot dva argumenta.

## Definicija
Za dve Abelovi grupi {\displaystyle A\!\,} in {\displaystyle B\!\,} je bilinearna preslikava {\displaystyle f\colon A^{2}\to B\!\,} antikomutativna če za vse {\displaystyle x,y\in A} velja:
{\displaystyle f(x,y)=-f(y,x)\!\,.}
V splošnem je multilinearna preslikava {\displaystyle g:A^{n}\to B\!\,} antikomutativna, če za vse {\displaystyle x_{1},\dots ,x_{n}\in A\!\,} velja:
{\displaystyle g(x_{1},x_{2},\dots ,x_{n})={\text{sgn}}(\sigma )g(x_{\sigma (1)},x_{\sigma (2)},\dots ,x_{\sigma (n)})\!\,,}
kjer je {\displaystyle {\text{sgn}}(\sigma )\!\,} predznak permutacije {\displaystyle \sigma \!\,}.

## Lastnosti
Če Abelova grupa {\displaystyle B\!\,} nima 2-vzvoja, kar pomeni, da za {\displaystyle x=-x\!\,} velja {\displaystyle x=0\!\,}, potem za vsako antikomutativno bilinearno preslikavo {\displaystyle f\colon A^{2}\to B\!\,} velja:
{\displaystyle f(x,x)=0\!\,.}
Bolj splošno s transpozicijo dveh elementov za vsako antikomutativno multilinearno preslikavo {\displaystyle g\colon A^{n}\to B\!\,} velja:
{\displaystyle g(x_{1},x_{2},\dots ,x_{n})=0\!\,,}
če je katerikoli od {\displaystyle x_{i}\!\,} enak – takšna preslikava je izmenična. Nasprotno pa je z uporabo multilinearnosti vsaka izmenična preslikava antikomutativna. V binarnem primeru to deluje na naslednji način: če je preslikava {\displaystyle f\colon A^{2}\to B\!\,} izmenična, potem zaradi bilinearnosti velja:
{\displaystyle f(x+y,x+y)=f(x,x)+f(x,y)+f(y,x)+f(y,y)=f(x,y)+f(y,x)=0\!\,.}
Dokaz za multilinearni primer je enak, vendar le v dveh vnosih.

## Zgledi
Med antikomutativne dvočlene operacije spadajo:
- vektorski produkt
- Liejev oklepaj v Liejevi algebri
- Liejev oklepaj v Liejevem kolobarju
- odštevanje